# フラガ
フラガ（Fraga）は、スペイン・アラゴン州ウエスカ県のムニシピオ（基礎自治体）。一部のカタルーニャ民族主義者は、フラガをラ・フランハ地方の中心とみなしている。ラ・フランハ地方はアラゴン州の東端の狭く南北に細長い地域の名称であり、カタルーニャ語話者が9割を占めている。

## 地理
灌漑されていて相対的に湿度の高いシンカ谷にある。高地の一部にはステップ植生が見られる。フラガは大陸性の特徴を持つ地中海性気候である。年平均気温は14.7℃、年平均降水量は387mmであり、降水は特に春と秋に多い。
自治体域は12世紀以降につくられたフラガ地区とフラガ・ラ・ビエハ地区（旧市街）とに分かれており、両地区の間に流れる川には橋が架かっている。その他の郊外地区としてミラルソト地区とリテラ地区があり、さらに工業団地がある。

## 交通
アラゴン州の州都サラゴサとカタルーニャ州の州都バルセロナをつなぐ主要道A-2号線がフラガを通っている。トゥルトーザ、ビナロス方面を行けばバレンシアへ、ウエスカ方面の道路を利用すればピレネー山脈を経由してフランス、ナバーラ州、バスク州へ行くことが可能である。道路網の充実とは対照的に鉄道が通じていないものの、約25km離れたリェイダにはマドリード＝サラゴサ＝バルセロナ区間を走る高速鉄道AVEの駅がある。

## 歴史
イベリア人が定住したのは紀元前4世紀頃である。ポエニ戦争ではカルタゴと同盟してローマと戦ったが、紀元前205年にローマに占領されてローマ都市化された。ローマ時代にはリェイダとともに、ヒスパニア・タラコネンシスに属するカエサラウグスタ行政区にあった。現在の自治体内にローマ遺跡はないが、数キロ離れた場所には2世紀のヴィラ跡がある。この頃には地域の中心であったとされ、小さな集落にはアラゴン有数の美しさとされるローマ時代のモザイクが残る。イルカに乗る子供が描かれたこのモザイクは、現在サラゴサ博物館にある。このモザイクのある建物は、西ゴート王国時代までバシリカとして使用されていた。
アラブ人による支配時代には灌漑設備が整備され、谷と周辺は緑化された。その富は有名であった。同時代のアラブ人文筆家Kitab ar-Rawd al-Mitarは、「オリーブの木が並ぶ川のほとりのフラガは、城壁でよく守られた町である」と記した。
1010年にコルドバの太守国が滅亡すると、以後はサラゴサのタイファ支配下に入った。11世紀になると、カトリック勢力のアラゴン王サンチョ・ラミレスやペドロ1世がフラガ近郊へ迫った。1089年にモンソンがレコンキスタで陥落した。当時のフラガは、イスラーム勢力にとって対カトリック勢力の抵抗拠点であった。
1149年10月24日、フラガはキリスト教国軍に降伏した。バルセロナ伯ラモン・バランゲー4世はイスラーム教徒のフラガ残留と、彼らがイスラーム法で町を治めることを許可した。
中世、フラガがアラゴン王国とカタルーニャ王国のどちらに属していたかは明らかでない。フラガはリェイダ司教区に属してきたが、アラゴン、カタルーニャ双方の百科事典ではどちらもフラガが自分の地域に入ると主張している。1707年にフェリペ5世が公布した新国家基本法には、フラガはアラゴン王国に属すると明記されている。
レコンキスタ後のフラガは、イスラーム教徒、ユダヤ教徒、キリスト教徒が暮らす文化と信仰のモザイクの地となった。テンプル騎士団がフラガ城を所有し、広大な荘園を持っていた。1384年、1460年の2度、コルテスが開催されている。1391年には市場を開く特権が授けられた。
1610年、モリスコ追放でフラガ経済は大打撃を受けた。800年あまり住民の主流であったイスラーム教徒が国外追放されたのである。この追放と平行して、カトリックの修道会が次々とフラガへやってきた。
収穫人戦争中、フェリペ4世はフラガに一時滞在した。この遠征ではディエゴ・ベラスケスが同行し、フラガでの王の肖像画を描いている。1709年にはフェリペ5世によって都市に昇格した。
スペイン継承戦争、スペイン独立戦争、スペイン内戦でフラガは搾取され続けた。特にスペイン内戦では、共産主義とアナーキスムを掲げるCNTとFAIの人民委員会がフラガを支配し、委員会は通貨を廃止して全ての私有財産と土地を没収した。

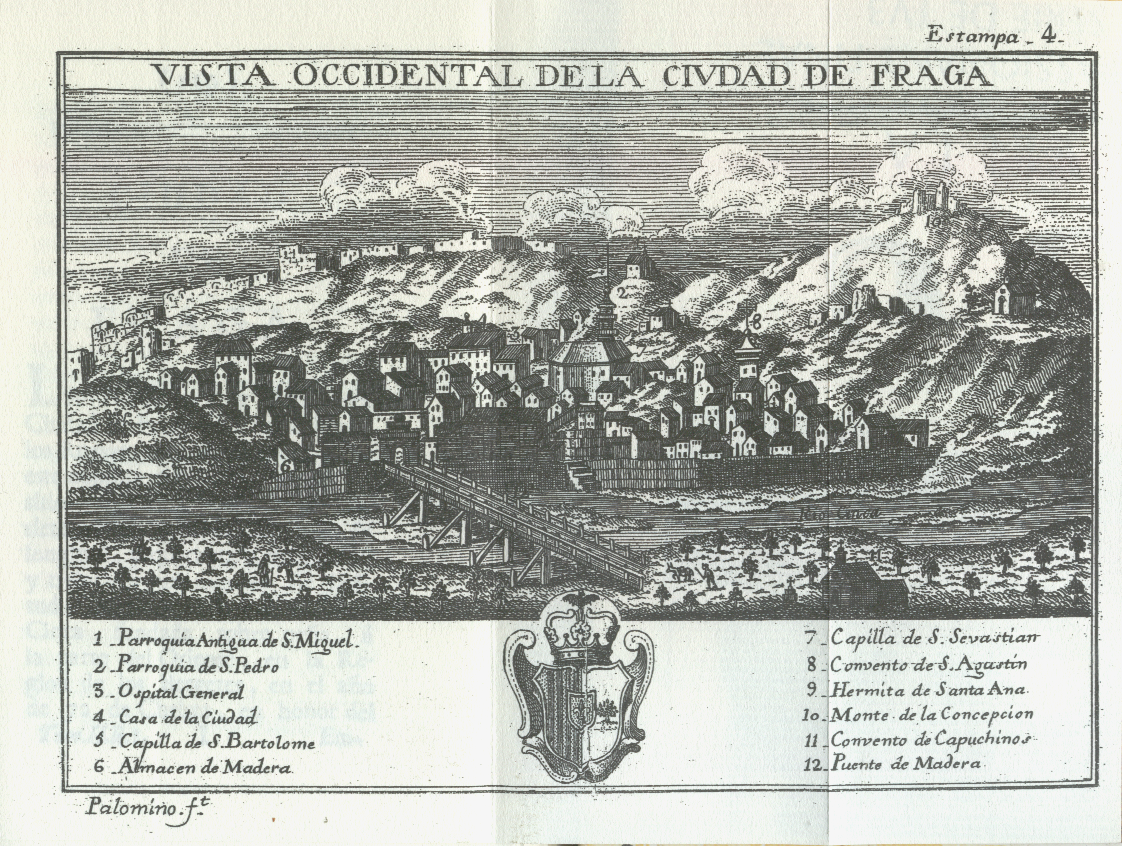
1779年に描かれたフラガ
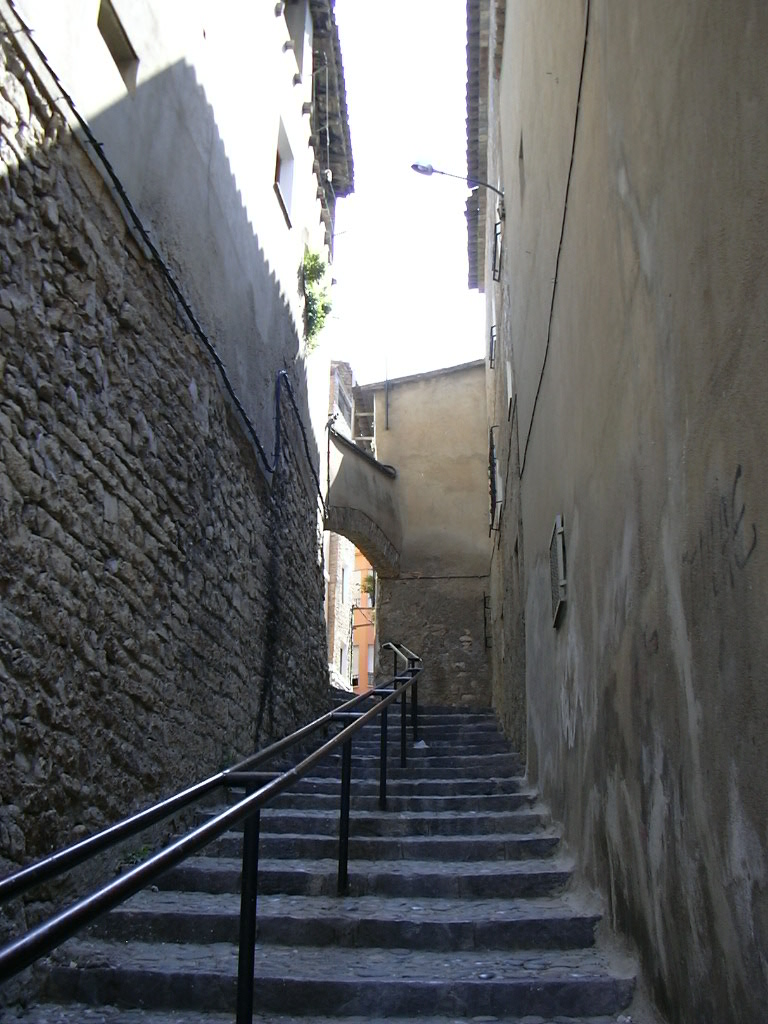
城壁内の古い階段

## 政治
| 任期      | 首長名                           | 政党 |
| --------- | -------------------------------- | ---- |
| 1979–1983 | Francisco Beltrán Odrí           | PSOE |
| 1983–1987 | Francisco Beltrán Odrí           | PSOE |
| 1987–1991 | Francisco Beltrán Odrí           | PSOE |
| 1991–1995 | Francisco Beltrán Odrí           | PSOE |
| 1995–1999 | Agustín Vilar Cruellas           | PSOE |
| 1999–2003 | Vicente Juan Juesas              | PSOE |
| 2003–2007 | Vicente Juan Juesas              | PSOE |
| 2007–2011 | José Luis Moret Ramírez          | PP   |
| 2011–2015 | Santiago Miguel Escándil Solanes | PP   |
| 2015–2019 | Miguel Luis Lapeña Cregenzán     | PSOE |
| 2019–2023 | n/d                              | n/d  |
| 2023–     | n/d                              | n/d  |

## 人口
| フラガの人口推移 1910－2013                             |
|                                                         |
| 出典:INE（スペイン国立統計局）1900年 - 1991年、1996年 - |

## 姉妹都市
- タラスコン、フランス[3]
- カタリナ (ニカラグア)、ニカラグア